# FIBA Europe Young Men's Player of the Year Award
Il FIBA Europe Young Men's Player of the Year Award è stato un premio attribuito ogni anno, a partire dal 2005 fino al 2014, dalla FIBA Europe, al miglior cestista europeo, militante sia in Europa che nella NBA o nella NCAA, che abbia meno di 22 anni.

## Vincitori
| Anno | Giocatore             | Squadra                           |
| ---- | --------------------- | --------------------------------- |
| 2005 | Nikos Zīsīs           | AEK Atene / Pallacanestro Treviso |
| 2006 | Rudy Fernández        | Joventut Badalona                 |
| 2007 | Ricky Rubio           | Joventut Badalona                 |
| 2008 | Ricky Rubio (2)       | Joventut Badalona                 |
| 2009 | Ricky Rubio (3)       | Joventut Badalona / Barcellona    |
| 2010 | Jan Veselý            | Partizan Belgrado                 |
| 2011 | Jonas Valančiūnas     | Lietuvos Rytas                    |
| 2012 | Jonas Valančiūnas (2) | Lietuvos Rytas/ Toronto Raptors   |
| 2013 | Dario Šarić           | Cibona Zagabria                   |
| 2014 | Dario Šarić (2)       | Cibona Zagabria / Anadolu Efes    |